# 反蓖麻酸
反蓖麻酸（英语：Ricinelaidic acid）或(+)-(R)-反蓖麻酸是一种不饱和ω-9反式脂肪酸，化学式为C18H34O3。它是蓖麻酸的反式异构体。它可以充当白三烯B4受体的拮抗剂，从而抑制白三烯B4在分离的人中性粒细胞中诱导的趋化性和钙流。